# Oberscheidweiler
Oberscheidweiler là một đô thị ở huyện Bernkastel-Wittlich, trong bang Rheinland-Pfalz, Đô thị Oberscheidweiler có diện tích 4,5 km², dân số thời điểm ngày 31 tháng 12 năm 2006 là 200 người.